# Epharmottomena albiluna
Epharmottomena albiluna là một loài bướm đêm trong họ Noctuidae.